# 新潟大学
新潟大学（にいがただいがく、英語: Niigata University）は、新潟県新潟市西区五十嵐2の町8050番地に本部を置く日本の国立大学である。1870年創立、1949年大学設置。大学の略称は新大（しんだい）。

## 概観

### 大学全体
新潟大学は、旧制大学の流れをくみ旧官立大学の一つである。特に、医学部は旧六医科大学の一校である旧新潟医科大学を直接の起源にもつほか、人文学部、法学部、経済科学部及び理学部はネームスクールの一校である旧新潟高等学校を起源にもつ。一期校である。令和元年度（2019年度）国立大学法人運営費交付金の額は約163億円で、全国立大学86校中14位である。
旧新潟医科大学、旧新潟高等学校などを主な母体として1949年に開学した。
2021年（令和3年）現在、10学部・5研究科・脳研究所・災害復興科学センター等の研究機関を擁する、本州日本海側において最大規模の総合大学である。2021年5月1日時点での総学生数は12,173人。発足当初は県内にキャンパスが点在していたが、統合移転により新潟市郊外西部にある広大な五十嵐キャンパスと、市中心部に構える旧新潟医科大学以来の医歯学系学部が集まる旭町キャンパスに集約された。その他他に、旭町キャンパスに隣接する西大畑地区（旧新潟高等学校跡地）に教育学部附属学校（小学校、中学校、特別支援学校）が置かれている。新潟駅の南に社会人学生向けの授業や生涯学習向けの講座等を目的としたキャンパス「CLLIC」が置かれていたが、サテライトキャンパスとしての機能性の充実を図り、利便性を更に向上させるため、CLLICと同じ新潟駅南口にあるプラーカ1の2階に、「ときめいと」を2009年9月に移転オープンさせた。
前述の通り、略称には「新大（しんだい）」が用いられる。ただし、「しんだい」の呼称は他の地域の大学を指す場合もある（詳しくは「大学の略称」を参照）。

### 理念・目標
高志（こし）の大地に育まれた敬虔質実の伝統と世界に開かれた海港都市の進取の精神に基づいて、自律と創生を全学の理念とし、教育と研究を通じて地域や世界の着実な発展に貢献することを全学の目的とする。

### 教育および研究
現在では、医学部・歯学部を除く全学部の学生が五十嵐キャンパスで1-2年次は主に教養教育を、3年次以降は専門教育を受ける。医学部・歯学部の学生は1年次は五十嵐キャンパスで教養教育を受けるが、2年次以降は旭町キャンパスに移り専門教育を受けることになる。
前述の通り、文系学部の起源は、学制改革で旧新潟高等学校が廃止された後にその校地と教官陣を再編してつくられた人文学部である。その後、大学紛争が収束した昭和50年代に旧文部省の地方大学充実政策の一環として人文・法・経済の三学部に分けられた。そのため、この三学部は以前は同じ建物に同居しており、お互いの学部の講義を聴講する機会も多く、同窓会も一緒である。

## 沿革

### 略歴
主な母体である旧新潟医科大学の起源は、1870年設置の共立病院に遡る（「新潟医科大学」参照）。

### 年表

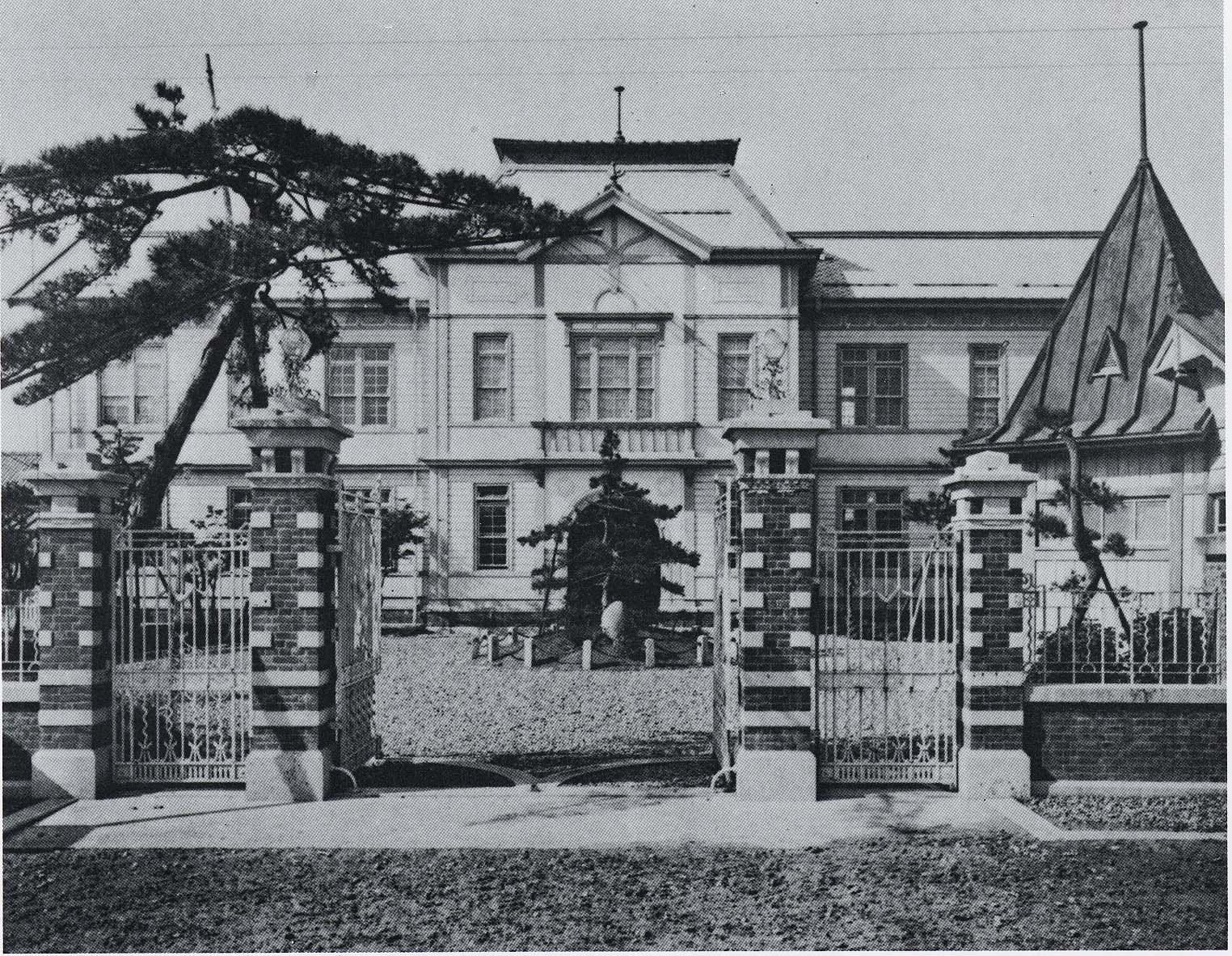
医学部の前身、官立新潟医学専門学校の正門。1911年建設の煉瓦塀、1914年建設の門柱は現在も医学部敷地で使用され、登録有形文化財に登録されている。

#### 前身
- 1870年（明治03年） - 新潟に仮病院（共立病院）を設置。
- 1873年（明治06年） - 私立新潟病院が開院。
- 1874年（明治07年） - 官立（国立）新潟師範学校を設立。
- 1877年（明治10年） - 新潟県師範学校と県立新潟学校を統合し、新潟学校が発足。
- 1886年（明治19年） - 新潟学校師範学部を新潟県尋常師範学校と改称し、独立。
- 1899年（明治32年） - 高田に新潟第二師範学校を設置。
- 1900年（明治33年） - 長岡に新潟県女子師範学校を設置。
- 1910年（明治43年） - 官立新潟医学専門学校を開校。
- 1919年（大正08年） - 新潟高等学校を設立。
- 1922年（大正11年） - 新潟医科大学設立。新潟県立農業補習学校教員養成所を設置。
- 1923年（大正12年） - 長岡高等工業学校を設立。
- 1940年（昭和15年） - 新潟県長岡女子師範学校に県立女子青年学校教員養成所を設置。
- 1944年（昭和19年） - 新潟県立青年学校教員養成所を廃止し、新潟青年師範学校を設置。
- 1945年（昭和20年） - 新潟県立加茂農林学校が新潟県立農林専門学校に昇格。
- 1947年（昭和22年） - 北日本総合大学期成同盟会設立。
- 1948年（昭和23年） - 新潟大学設置準備委員会発足。

#### 開学後
- 1949年（昭和24年）
  - 5月31日 - 学制改革に伴い、新制大学新潟大学が発足。

新潟医大、新潟高校、長岡工専、県立農専、第一師範、第二師範、青年師範の7校を包括し、在校生が卒業するまで存続。
上記の7校を基に、人文学部、教育学部、理学部、医学部、工学部、農学部の6学部を設置。
  - 7月19日 - 開学式を挙行[3]。開校式でCIE顧問イールズが反共演説（イールズ声明）を行った[4]。
  - 9月以降 - イールズ声明に基づくレッドパージ（いわゆる赤色教授に対する辞職勧告）が始まる[5]。
- 1950年（昭和25年） - 旧制新潟高校廃止（人文・理両学部に移行）。
- 1951年（昭和26年） - 旧制長岡工専、県立農専、第一師範、第二師範、青年師範廃止。新発田・長岡・高田分校を、それぞれ教育学部の分校と改称。新潟大学教育学部附属小中学校・幼稚園を設置。新発田分校を新潟分校と改称（翌年新潟市旭町に移転）。
- 1952年（昭和27年） - 旧制新潟医大附属医学専門部廃止。
- 1955年（昭和30年） - 大学院医学研究科（博士課程）を設置。
- 1956年（昭和31年） - 教育学部新潟分校廃止。
- 1959年（昭和34年） - 商業短期大学部を設置。
- 1960年（昭和35年） - 旧制新潟医大廃止。
- 1964年（昭和39年） - 教養部を設置。
- 1965年（昭和40年） - 歯学部を設置。大学院理学研究科（修士課程）を設置。
- 1966年（昭和41年） - 大学院工学研究科（修士課程）を設置。
- 1967年（昭和42年） - 歯学部に附属病院を設置、脳研究所を設置。
- 1968年（昭和43年） - 医学部・歯学部を除く全学部の五十嵐地区への移転開始（1982年完了）。
- 1969年（昭和44年） - 
  - 大学院農学研究科（修士課程）を設置。
  - 五十嵐地区への移転問題に学生運動が加わり西大畑と旭町キャンパスが学校封鎖。11月23日、新潟県警察機動隊など約800人の出動により封鎖解除[6]。
- 1972年（昭和47年） - 大学院歯学研究科（博士課程）を設置。
- 1974年（昭和49年） - 医療技術短期大学部を設置。
- 1975年（昭和50年） - 大学院法学研究科（修士課程）を設置。
- 1976年（昭和51年） - 歯学部に歯科技工士学校を設置。
- 1977年（昭和52年） - 人文学部を法文学部に改組、教育学部に附属養護学校を設置。
- 1980年（昭和55年） - 法文学部を人文学部・法学部・経済学部の3学部に分割。工学部が五十嵐地区に移転。
- 1981年（昭和56年） - 教育学部長岡分校廃止。
- 1982年（昭和57年） - 教育学部高田分校廃止。
- 1998年（平成10年） - 商業短期大学部を廃止。教育学部を教育人間科学部に改組。
- 2004年（平成16年） - 国立大学法人化。実務法学研究科（法科大学院）を設置。
- 2006年（平成18年） - 大学院技術経営研究科（MOT大学院：専門職学位課程）を設置。災害復興科学センターを設置。
- 2008年（平成20年） - 大学院重点化。教育人間科学部を教育学部に再度改組。
- 2011年（平成23年） - 災害復興科学センターを改組し、災害・復興科学研究所を設立。
- 2017年（平成29年） -
  - 創生学部新設。
  - 新潟県庁や新潟県酒造組合と、「日本酒学」構築を目指す連携協定を締結[7]。翌2018年度から「日本酒学」講義を開始[8]。
- 2018年（平成30年） -
  - 医学部が、iPSポータル（京都市）とiPS細胞を使った創薬・再生医療で連携・協力する協定を締結[9]。
  - ドイツ航空宇宙センターと太陽熱利用の研究で協定締結[10]。
- 2020年（令和02年） - 経済学部を経済科学部に改組し、経済学科、経営学科を総合経済学科に統一[11]。

## 基礎データ

### 所在地
- 五十嵐キャンパス（本部）（新潟県新潟市西区五十嵐2の町8050番地）
- 旭町キャンパス（医学部・歯学部）（新潟県新潟市中央区旭町通1番町757番地）
- 新潟駅南サテライトキャンパス「ときめいと」(新潟県新潟市中央区笹口1丁目1番地 プラーカ1〈2階〉)

### 象徴
- 校章は六華（りっか）と呼ばれ、新潟に降る雪の結晶をデザインしたものである。
- 入学式、卒業式などでは『新潟大学学生歌』が学内の声楽系サークルによって演奏される。また、2008年には笹川美和の作詞・作曲・歌の『耳をすませば』がイメージソングとして発表された。
- スクールカラーはグリーンで、Munsell Book of Colorの色番7.5G4/10 (  [12]）を標準とすることが規則集で定められている。

## 教育および研究

### 組織

#### 教育研究院
- 人文社会・教育科学系
  - 人間科学系列
  - 比較社会文化系列
  - 地域社会支援系列
  - 地域社会実務系列
  - 現代教育学系列
  - 実践教育学系列
- 自然科学系
  - 自然構造科学系列
  - 材料生産システム系列
  - 生命・食料科学系列
  - 環境共生科学系列
  - 情報理工学系列
- 医歯学系
  - 分子細胞医学系列
  - 生体機能調節医学系列
  - 地域疾病制御医学系列
  - 口腔生命科学系列
  - 保健学系列

※病院、脳研究所、全学教育機構、超域研究機構、共通基盤組織、学長・理事直属組織以外の教員が所属する大学組織で、所属する教員が、学部と研究科の教育を担当する。現在、3学系で研究を推進している。

#### 学部
10学部
- 人文学部
  - 人文学科[注 1]
    - 2020年度入学生から
      - 心理・人間学プログラム
      - 社会文化学プログラム
      - 言語文化学プログラム

    - 2019年度入学生まで
      - 心理・人間学プログラム
      - 社会・地域文化学プログラム
      - 歴史文化学プログラム
      - 日本・アジア言語文化学プログラム
      - 西洋言語文化学プログラム
      - メディア・表現文化学プログラム
- 教育学部
  - 学校教員養成課程
    - 学校教育コース
      - 学校教育学専修
      - 教育心理学専修
      - 特別支援教育専修

    - 教科教育コース
      - 国語教育専修
      - 社会科教育専修
      - 英語教育専修
      - 数学教育専修
      - 理科教育専修
      - 家庭科教育専修
      - 技術科教育専修
      - 音楽教育専修
      - 美術教育専修
      - 保健体育専修

  - 学校社会ネットワーク課程（2017年度に募集停止）
    - 学習社会ネットワークコース

  - 生活科学課程（2017年度に募集停止）
    - 生活科学コース

  - 健康スポーツ科学課程（2017年度に募集停止）
    - ヘルスプロモーションコース
    - スポーツ科学コース
コースへのは配属は3年次

  - 芸術環境創造課程（2017年度に募集停止）
    - 音楽表現コース
    - 造形表現コース
    - 書表現コース
- 法学部
  - 法学科
- 経済学部（2020年度に募集停止）[11]
  - 経済学科
    - 昼間コース[注 2]
    - 夜間主コース

  - 経営学科
    - 昼間コース[注 3]
    - 夜間主コース
- 経済科学部[11]
  - 総合経済学科（夜間主は募集停止）

- 理学部[注 4]
  - 2017年度入学生から
    - 理学科[注 5]
      - 数学プログラム[注 6]
      - 物理学プログラム[注 7]
      - 化学プログラム[注 8]
      - 生物学プログラム[注 9]
      - 地質科学プログラム[注 10]
      - 自然環境科学プログラム[注 11]
      - フィールド科学人材育成プログラム[注 12]

  - 2016年度入学生まで
    - 数学科
    - 物理学科
    - 化学科
    - 生物学科
    - 地質科学科
      - 地質学専修コース
      - 地質エンジニアリングコース

    - 自然環境科学科

- 医学部
  - 医学科（6年制）
  - 保健学科
    - 看護学専攻
    - 放射線技術科学専攻
    - 検査技術科学専攻

- 歯学部
  - 歯学科（6年制）
  - 口腔生命福祉学科

- 工学部
  - 2017年入学生以降
    - 工学科[注 13]
      - 力学分野
        - 機械システム工学プログラム
        - 社会基盤工学プログラム

      - 情報電子分野
        - 電子情報通信プログラム
        - 知能情報システムプログラム

      - 化学材料分野
        - 化学システム工学プログラム
        - 材料科学プログラム

      - 建築分野
        - 建築学プログラム

      - 融合領域分野
        - 人間支援感性科学プログラム
        - 協創経営プログラム

  - 2016年入学生まで
    - 機械システム工学科
    - 電気電子工学科
    - 情報工学科
    - 福祉人間工学科
    - 化学システム工学科[注 14]
      - 応用化学コース
      - 化学工学コース

    - 建設学科[注 15]
      - 社会基盤工学コース
      - 建築学コース

    - 機能材料工学科

- 農学部
  - 平成29年度入学から
    - 農学科
      - 食品科学プログラム
      - 応用生命科学プログラム
      - 生物資源科学プログラム
        - 分野は食料・資源経済学分野、植物生産学分野、動物生産学分野

      - 流域環境学プログラム
        - 研究教育分野は、野生動物管理学／動物生態学／水文・水資源学／環境土壌工学／農業土木／農業システム工学農業環境工学・食料環境工学／農村計画学，農業水利学／農業情報工学／生物生産機械学，エネルギー環境教育／砂防学・応用生態工学／自然保護学／森林生態学、島嶼生物学、保全遺伝学／森林生態学管理学／森林環境科学／森林計画学景観生態学／生態学・造林学／森林遺伝学・林木遺伝育種学、の各分野

      - フィールド科学人材育成プログラム(理学部と連携した学部横断型）

  - 平成28年度入学まで
    - 農業生産科学科[注 16]
      - 食料・資源経済学コース
      - 植物生産学コース
      - 動物生産学コース

    - 応用生物化学科
      - 分子生命科学コース
      - 土壌植物資源科学コース
      - 食品・栄養科学コース

    - 生産環境科学科[注 17]
      - 農業工学コース
      - 森林環境学コース

- 創生学部
  - 創生学修課程
2年次になると理・工・農・人文・法・経済の各学部が提供する計22の「専門授業科目群（領域学修科目パッケージ）」[注 18]の中から、専門領域を一つ選択。

#### 研究科
- 教育学研究科（修士課程）
  - 学校教育専攻[注 19]
    - 教育実践開発コース
現職教員のための1年制履修コース[13]

  - 教科教育専攻
    - 専修：国語教育専修、社会科教育専修、英語教育専修、数学教育専修、理科教育専修、音楽教育専修、美術教育専修、保健体育専修

- 現代社会文化研究科
  - 博士前期課程
    - 現代文化論専攻
      - 分野[14]：情報社会文化[注 20]、現代人間科学[注 21]、生活健康行動科学[注 22]

    - 共生社会論専攻
      - 分野[14]：アジア社会文化[注 23]、欧米社会文化[注 24]、国際日本文化[注 25]

    - 社会文化論専攻
      - 分野[14]：法政社会[注 26]、国際社会[注 27]

    - 現代マネジメント専攻
      - 分野[14]：経済社会[注 28]、経営会計[注 29]

  - 博士後期課程
    - 人間形成文化論専攻
      - 分野[14]：人間形成文化、現代教育文化

    - 地域社会形成論専攻
      - 分野[14]：地域共生文化、国際共生文化

    - 国際社会形成論専攻
      - 分野[14]：地域共生社会、国際共生社会

- 自然科学研究科（博士前期課程・博士後期課程）
  - 数理物質科学専攻
    - 物理学コース
    - 化学コース
    - 数理科学コース

  - 材料生産システム専攻
    - 機能材料科学コース
    - 素材生産科学コース
    - 機械科学コース

  - 電気情報工学専攻
    - 情報工学コース
    - 電気電子工学コース
    - 人間支援科学コース

  - 生命・食料科学専攻
    - 基礎生命科学コース
    - 応用生命・食品科学コース
    - 生物資源科学コース

  - 環境科学専攻
    - 自然システム科学コース
    - 流域環境学コース
    - 社会基盤・建築学コース
    - 地球科学コース
    - 災害環境科学コース

- 医歯学総合研究科
  - 医科学専攻[注 30]（修士課程）
  - 口腔生命福祉学専攻（博士前期課程・博士後期課程）
  - 分子細胞医学専攻（4年制博士課程）
    - 大講座：遺伝子制御[注 31]、シグナル伝達[注 32]、細胞機能[注 33]、分子情報医学[注 34]、新領域開拓研究センター[注 35]、連携大学院[注 36]

  - 生体機能調節医学専攻（4年制博士課程）
    - 大講座：内部環境医学[注 37]、器官制御医学[注 38]、機能再建医学[注 39]、感覚統合医学[注 40]、腎医学[注 41]、可塑性機能制御[注 42]

  - 地域疾病制御医学専攻（4年制博士課程）
    - 大講座：国際感染医学[注 43]、地域予防医学[注 44]、総合医療評価学[注 45]

  - 口腔生命科学専攻[注 46]（4年制博士課程）
    - 大講座：口腔健康科学[注 47]、摂食環境制御学[注 48]、顎顔面再建学[注 49]

- 保健学研究科
  - 保健学専攻
    - 教育研究分野[15]：看護学分野、放射線技術科学分野、検査技術科学分野

- 技術経営研究科（専門職学位課程）
  - 技術経営専攻

- 実務法学研究科（専門職学位課程、法科大学院）
  - 実務法学専攻

#### 別科
- 養護教諭特別別科
修業年限は１年

#### 附属機関・施設
- 新潟大学医歯学総合病院

- 全学共同教育研究組織[16]
  - 環東アジア研究センター
  - 佐渡自然共生科学センター
  - 日本酒学センター

- 学部附属の教育研究施設
  - 理学部
    - 臨海実験所

  - 工学部
    - 工学力教育センター

  - 農学部
    - フィールド科学教育研究センター

- 附属学校
  - 西大畑地区（所在地：〒951-8104 新潟県新潟市中央区西大畑町5214）（北緯37度55分30.6秒 東経139度1分59秒 / 北緯37.925167度 東経139.03306度）
    - 教育学部附属新潟小学校
    - 教育学部附属新潟中学校
    - 教育学部附属特別支援学校

  - 長岡地区（所在地：〒940-0041 新潟県長岡市学校町一丁目1-1）（北緯37度26分25.4秒 東経138度51分47.1秒 / 北緯37.440389度 東経138.863083度）
    - 教育学部附属幼稚園
    - 教育学部附属長岡小学校
    - 教育学部附属長岡中学校

- 教育研究院
  - 人文社会・教育科学系[注 50]
  - 自然科学系[注 51]
  - 医歯学系[注 52]

- 附置研究所
  - 脳研究所
世界の脳研究者の間で評価の高い研究所である。歴史は古く、旧新潟医科大学の時代まで通じる。詳しい組織は脳研究所の項目を参照。
    - 統合脳機能研究センター
    - 生命科学リソース研究センター

  - 災害・復興科学研究所[注 53]

災害復興科学センターを発展的に改組したもの。
- 教育・学生支援機構
  - 入学センター
  - 教育支援センター
  - 学生支援センター
  - キャリアセンター
  - 大学教育機能開発センター
  - 全学教職支援センター
  - グローバル教育センター

- 研究推進機構
  - 研究プロジェクト推進センター
  - 基盤研究推進センター
  - アイソトープ総合センター
  - 機器分析センター
  - 旭町地区放射性同位元素共同利用施設
  - 超域学術院

- 産学地域連携推進機構
  - 産学地域連携推進センター
  - 知的財産創成センター
  - 産学地域人材育成センター

- 学術情報基盤機構
  - 新潟大学附属図書館
    - 中央図書館
    - 医歯学図書館（旭町分館）

  - 情報基盤センター
  - 旭町学術資料展示館

新潟大学が保有する学術資料の展示施設として2001年12月に開館した。自然技術、人類史、芸術、図書資料、企画展示の展示を行っている。展示館の建物は2005年に国の登録有形文化財に登録されている。入館無料。
- 企画戦略本部
  - 学長室
  - IR推進室
  - 評価センター
  - 広報センター
  - 東京事務所
  - 男女共同参画推進室
  - 若手研究者育成推進室
  - 駅南キャンパス室
  - 国際戦略企画室
    - 国際センター
    - 海外事務所

- 危機管理本部
  - 危機管理室

- 保健管理本部
  - 保健管理センター
  - 環境安全推進室

- 事務局

### 研究

#### 21世紀COEプログラム
21世紀COEプログラムとして1件のプロジェクトが採択されている。
- 2003年

医学系
脳神経病理学研究教育拠点形成

#### 大学教育・学生支援推進事業
「大学教育・学生支援推進事業【テーマA】大学教育推進プログラム」として1件が選定されている。
- 平成21年度 人文学部『社会をひらく「きづく力」と「つなぐ力」～社会に見える実践的人文知の涵養と発信～』[17]

#### 質の高い大学教育推進プログラム
「質の高い大学教育推進プログラム」として1件が採択されている。
- 平成20年度 工学部『使えない「つもり学習」からの脱却～「やってみせ，させてみて…」初動からの工学教育プログラム～』[18]

#### 新潟大学プロジェクト
- ヒト認知機能の統合的研究
- ナノエレクトロニクス・デバイス基盤研究による拠点形成
- 大規模・高性能アドホックネットワーク基盤技術の研究開発プロジェクト
- 感染・炎症における生体の恒常性維持に関する新概念の確立
- 致死的、敵対的、共生的生物間相互作用解明の基礎研究-21世紀の生物コントロール技術の構築を目指して
- 物質量子科学研究の拠点形成を目指した一次元新奇超伝導物質の創製と多重極限下での物性研究
- 成長円錐のプロテオミクスから脳構築と損傷修復の過程を探る
- 統合失調症を代表とする脳精神疾患の分子機序の解明
- 生体内タンパク質合成装置の機能工学的研究
- ヒトおよびモデル生物からの「ありふれた病気」への戦略的アプローチ
- ゲノムコントロールによるデンプン集積強化に関する先端的・学際的研究
- キラルらせんポリアセチレンの分子認識機能と電子・磁気機能のナノフュージョンによる超機能の創成
- 水分子の脳科学

#### 主な研究実績
- HIVを除去しての受精妊娠の成功
- 新潟水俣病に関する研究
- フッ素洗口の研究

#### 歴史的な実績
旧新潟医科大学時代も含め、新潟大学は日本の脳外科の父とされる中田瑞穂やヒトの排卵の荻野学説で知られる荻野久作が研究を行った場所である。中田瑞穂はホトトギス派の俳人としても知られ、本学における脳研究の礎を築いた人物であるが、現在ではその有効性が否定されているロボトミー手術を日本で初めて行った人物でもある。

### 教育
- 現代的教育ニーズ取組支援プログラム
  - 企業連携に基づく実践的工学キャリア教育
- 特色ある大学教育支援プログラム
  - 学生主体の三位一体新歯学教育課程～社会に貢献する包括的歯科医師の育成を目指して～

## 学生生活

### 部活動・クラブ活動・サークル活動
学生の課外活動の取りまとめ組織は学友会である、主な機能は予算の分配である。学生の課外活動団体は大きく分けて、学友会に認可され補助金を受けている部活動、大学に届け出て任意に結成されたサークル、届け出のなされていない任意サークルに分かれる。学友会所属の部活動は顧問に大学の教員を迎える事が慣例化している。近年の他大学と同じように宗教系のダミーサークルが存在するため、大学当局は注意を呼びかけている。また、現在では政治系の学生運動団体はほとんど存在感が無い。
- 硬式野球部は関甲新学生野球連盟に所属している。

### 学祭
4月に比較的小規模な「黎明祭」、11月の上旬に本祭と言える「新大祭」が行われる。
黎明祭は小さなお祭りという位置付けであったが、新大祭との兼ね合いから2003年度より開催内容が見直され、新入生歓迎の意を込めた部活動・学内サークル紹介の場へとその役割を変えている。会場は五十嵐キャンパス。運営は学友会より臨時招集された黎明祭実行委員会。
新大祭は大きなお祭りという位置づけである。会場は五十嵐キャンパス。運営は新大祭常任委員会。臨時に人員を招集するわけではなく、常任委員であるため、開催時期以外もその任にある。通常、慣例的にスポンサーにFM新潟が付き、売り出し中のミュージシャンのライブが行われる。

## 大学関係者と組織

### 大学関係者組織
- 新潟大学生活協同組合
学生、教官双方の推進により設置された。事業内容は、書籍部門、購買部門、サービス部門及び食堂・喫茶部門である。入学の時期には不動産の斡旋も行う。出資金は入学時に出資し、卒業時に返還される。なお、本学においても利用者の意見を集める「虹の声・ひとことカード」がある。ご多分に漏れず、品揃えに関する注文から、単位が欲しいといった要求まであるが、どのような意見にも、店長が丁寧に答えている。

## キャンパス

### 五十嵐キャンパス
- 所在地：〒950-2181 新潟県新潟市西区五十嵐2の町8050番地 （北緯37度52分2.9秒 東経138度56分29.4秒 / 北緯37.867472度 東経138.941500度）
- 使用施設
  - 大学本部
  - 学部 - 人文学部、教育学部、法学部、経済科学部、理学部、工学部、農学部
  - 研究科 - 教育学研究科、現代社会文化研究科、自然科学研究科、技術経営総合研究科、実務法学研究科
  - その他 - 中央図書館、ローソン新潟大学店
- 交通アクセス
  - 鉄道駅：（文系）JR越後線の新潟大学前駅徒歩15～20分。（理系）同内野駅下車後徒歩15～20分。
  - バス停：新潟交通「新大正門」「新大中門」「新大西門」バス停下車。（新潟駅万代口より「新潟大学行き」または「新潟大学経由内野行き」のバスに乗車）
  - 道路：新潟県道16号新潟亀田内野線、国道402号
- 周辺
  - 西区役所
  - 新潟市立五十嵐小学校
  - 新潟市立内野小学校
  - 新潟工業短期大学
  - 新潟県立新潟西高等学校
  - 新潟清心女子高等学校
  - 新潟大学前郵便局
  - サークルKサンクス新潟大学南店

### 旭町キャンパス
- 所在地：〒951-8122 新潟県新潟市中央区旭町通1番町757番地（北緯37度55分12.8秒 東経139度2分6.9秒 / 北緯37.920222度 東経139.035250度）
- 使用施設
  - 学部 - 医学部、歯学部
  - 研究科 - 医歯学総合研究科
  - その他 - 新潟大学医歯学総合病院
- 文化財
  - 登録有形文化財
    - 新潟大学医学部（旧新潟医学専門学校）表門及び煉瓦塀
    - 新潟大学旭町学術資料展示館（旧新潟師範学校記念館）
- 交通アクセス
  - 鉄道駅：JR東日本越後線 の白山駅下車後徒歩15分。
  - バス停：新潟交通「市役所前」、「新潟大学病院」（医学部医学科、歯学部）、「附属学校入口」（医学部保健学科）
  - 道路：国道116号
- 周辺
  - 新潟市役所・中央区役所
  - 新潟市立関屋小学校
  - 新潟市立鏡淵小学校
  - 新潟県立新潟高等学校
  - 新潟県立新潟商業高等学校
  - 新潟県立新潟中央高等学校
  - 新潟青陵大学・新潟青陵高等学校
  - 新潟学校町郵便局

### 新潟駅南キャンパス「ときめいと」
- 所在地：〒950-0911 新潟県新潟市中央区笹口1丁目1番地 プラーカ1（2階）（北緯37度54分41.4秒 東経139度3分48.6秒 / 北緯37.911500度 東経139.063500度）
- 施設概要
主に社会人教育のニーズに応えるため作られたサテライトキャンパス[19]。設置当初はプラーカ3の地下1階にあり「CLLIC（クリック）」という愛称が付与されていた。しかし手狭になったため2009年（平成21年）9月4日に近隣のプラーカ1へ移転し、愛称も現在の「ときめいと」に改称。
- 交通アクセス
  - 鉄道駅：JR東日本新潟駅南口・東側連絡通路より徒歩約1分、プラーカ1 2階
  - バス停：新潟交通「新潟駅南口」バス停

## 寮
- 六花寮（りっかりょう[20]） は旧新潟高等学校の寄宿舎として1919年（大正8年）に竣工した。竣工した当初は単に「寄宿舎」と呼ばれており、「六花寮」という名称になったのは昭和6年11月26日以降である。昭和24年7月の新潟大学開学に伴い、名称が新潟大学六花寮となった。昭和40年に西大畑から関屋に移転。六花寮では旧制高校時代の伝統から、旧制高校時代に作られた『頌春の歌』などの寮歌、「台所」の事を「エッセン場」と呼ぶなどドイツ語に由来する寮内にのみ通用する言葉、新歓行事や寮祭の際に行われる「ストーム」と呼ばれるバンカラ行事などが残っていた。男子寮。
- 六花寮は平成23年4月、学生寮ニーズの増加、老朽化等の理由により、五十嵐キャンパスに移転した。男子棟、女子棟が併設されている[21]。新潟県新潟市西区五十嵐2の町8050番地。
- 五十嵐寮

2027年に学生・留学生合わせて500人が入居可能な学生寮が完成予定。

## 対外関係

### 他大学との協定

#### 国内大学
- 長岡技術科学大学、上越教育大学と連絡協議会設置、県内三大学連携で新潟県と提携。
- 東海大学と首都圏域の企業情報とUターン就職希望者向けの企業情報を主とした相互の情報・支援協力。
- 放送大学学園と単位互換協定を結んでおり、放送大学で取得した単位を卒業に要する単位として認定することができる[23]。

#### 海外大学

##### 大学間協定
（注記ないものは2016年11月1日時点）
- 韓国
  - ソウル科学技術大学校
  - 仁荷大学校
  - 漢陽大学校
- 中国
  - 黒龍江大学
  - ハルビン医科大学
  - 清華大学
  - 北京大学
  - ハルビン工業大学
  - 中央民族大学
  - 中国農業大学
  - 中国地質大学武漢校
  - 湖南大学
  - 中国地質大学北京校
  - 華南師範大学
  - 華中師範大学
  - 華中科技大学（2019年締結）[24]
  - 北京師範大学珠海分校
- 中華民国
  - 国立中央大学
  - 中原大学
  - 国立成功大学
  - 国立彰化師範大学
  - 国立高雄師範大学
  - 国立台湾師範大学
- モンゴル
  - モンゴル医科学大学
  - モンゴル生命科学大学
  - モンゴル国立大学
  - モンゴル科学技術大学
  - モンゴル教育大学
- タイ
  - コンケン大学
  - カセサート大学
  - チエンマイ大学
  - チュラーロンコーン大学
  - タンマサート大学
- マレーシア
  - マレーシアプトラ大学
- インド
  - コーチン科学技術大学[25]
- スリランカ
  - ペラデニヤ大学
- イギリス
  - シェフィールド大学
  - ブリストル大学
- フランス
  - ナント大学
- スペイン
  - マドリード・コンプルテンセ大学
- ドイツ
  - マクデブルク・オットーフォンゲーリック大学
  - ダルムシュタット工科大学
  - ビーレフェルト大学
  - ヴェストファーレン・ヴィルヘルム大学
- オランダ
  - ワヘニンゲン大学
- クロアチア
  - スプリット大学
- ポーランド
  - ウッジ大学
- リトアニア
  - ヴィリニュス大学
- ロシア
  - 沿海地方農業アカデミー
  - 極東国立農業大学
  - サンクトペテルブルク大学
- アメリカ合衆国
  - ミネソタ大学
  - イリノイ大学シカゴ校
  - オレゴン大学
  - カンザス州立大学
- カナダ
  - アルバータ大学
  - ニューブランズウィック大学
- トルコ
  - アンカラ大学
  - 中東工科大学
  - エーゲ大学
- オーストラリア
  - シドニー工科大学
- その他
  - アジア太平洋大学交流機構

##### 部局間協定
（2016年11月1日時点）
人文学部・現代社会文化研究科
- 韓国
  - 仁荷大学校文科大学
  - ソウル大学校人文大学
  - 翰林大学校人文大学
- 中国
  - 北京大学歴史学系・国際関係学院・経済学院
  - 吉林大学東北アジア研究院
  - 東北師範大学歴史学部
  - 中国海洋大学文学院・文学・マスコミ学部
  - 華東理工大学公共社会管理学院
  - 華東師範大学対外漢語学院
  - 復旦大学中国語学部
  - 中国人民大学国学院・国際関係学院
  - 華中師範大学外国語学部・外国語学院
  - 華中科技大学外国語学部
  - 復旦大学歴史学部
  - 天津外国語大学日本語学部
  - 東北師範大学文学部・歴史文化学部・教育学部
  - 天津外国語大学日本語学部
  - 首都師範大学歴史学院
  - 中国外交学院国際関係研究所・外国語学部
  - 復旦大学中国語言文学系・歴史学部
  - 北京外国語大学国際関係学院
  - 北京航空航天大学思想政治理論学院
- 中華民国
  - 南台科技大学人文社会学部
  - 義守大学管理学院・語文学院
  - 国立高雄大学人文社会科学部
  - 国立彰化師範大学管理学院
  - 長栄大学人文社会学院
- インドネシア
  - ワルマデワ大学大学院
  - サラスワティ外国語大学
- タイ
  - スリン地域総合大学
- インド
  - ジャワハルラール・ネルー大学国際関係学院
- イギリス
  - ブリストル大学文学部
- フランス
  - ミシェル・ド・モンテーニュ＝ボルドー第三大学
  - パリ第13大学
  - リヨン高等師範学校
- ドイツ
  - ビーレフェルト大学言語学・文学部・歴史・哲学・神学部
  - ルール大学ボーフム東アジア学部
- ロシア
  - 極東連邦総合大学東洋学院
  - 国立極東人文大学
  - 北東連邦大学地域言語学部・外国文献学地域研究学部
- アメリカ合衆国
  - ニューヨーク州立大学フレドニア校

教育学部
- 中国
  - ハルビン師範大学教育学部
  - 北京師範大学教育学院
  - 華南師範大学教育信息技術学院
  - 北京聯合大学国際交流学院
- モンゴル
  - モンゴル教育大学
- アメリカ合衆国
  - ニューヨーク州立大学フレドニア校音楽学部

法学部・実務法学研究科
- 韓国
  - 仁荷大学校法学部・社会科学学部・法学専門大学院
  - 釜山大学校法学専門大学院
- 中国
  - 北京大学法学院・国際関係学院・政府管理学院
  - 清華大学人文社会科学学院
  - 中国外交学院外交学・対外管理学部・国際法学部
  - 北京外国語大学国際関係学院
- イギリス
  - ブリストル大学法学部
- アメリカ合衆国
  - オレゴン大学法学部・政治学部を代表するオレゴン州高等教育局
- カナダ
  - ブリティッシュコロンビア大学法学部
  - アルバータ大学法学部

経済学部
- 韓国
  - 江原大学校経営学部
  - 江陵大学校社会科学大学
  - ハンバッ大学校経商学部
  - 釜慶大学校経営学部
  - ソウル科学技術大学校技術経営融合学部
- 中国
  - 北京大学経済学院
  - 延辺大学経済管理学院
  - 国立中興大学管理学院
  - 国立彰化師範大学管理学院
- イギリス
  - ブリストル大学社会科学部
- ロシア
  - ハバロフスク国立経済法律アカデミー
  - 極東連邦総合大学経済マネジメントスクール
  - 極東国立交通大学経済学部
- カナダ
  - アルバータ大学経営学部・教養学部経済学科

理学部
- 韓国
  - 釜慶大学校自然科学部・環境海洋科学技術学部・水産科学
  - 忠南大学校自然科学大学
- 中国
  - 中国地質大学北京校・武漢校
  - 北京大学物理学院
  - 東北大学理学院
- 中華民国
  - 国立彰化師範大学理学院
  - 国立中山大学理学院
  - 国立成功大学理学院
  - 国立台湾師範大学理学院
  - 国立清華大学理学院
  - 国立高雄師範大学理学院
- フィリピン
  - 国立ミンダナオ大学イリガン工科校理学部
- インドネシア
  - バンドン工科大学鉱物工学部
- オーストリア
  - ヨハネス・ケプラー大学理工学部
- ハンガリー
  - デブレツェン大学理学部、ハンガリー科学アカデミー原子核研究所
- アメリカ合衆国
  - ルイジアナ州立大学基礎科学部
- エジプト
  - カイロ大学理学部

工学部
- 韓国
  - 仁荷大学校工学系学部（工学部および情報通信工学研究科）
  - 漢陽大学校工学系学部
  - 成均館大学校工学系部局
  - 慶北大学校工学部
- 中国
  - 清華大学建築学院
  - チチハル大学工学系部局
  - 大連理工大学工学系学部
  - ハルビン工業大学工学系学部および大学院
  - 武漢科技大学
  - 華僑大学機械工学・自動化学院、材料科学・工学学院、情報科学・工学学院、計算機科学・技術学院、建築学院、土木学院、化学工学学院
  - 香港科技大学生体医工学部
- 中華民国
  - 南台科技大学工学部
  - 国立中央大学宇宙・リモートセンシング研究センター
  - 国立成功大学工学院
- イギリス
  - グラスゴー大学理工学カレッジ
- ドイツ
  - マグデブルク・オットーフォンゲーリック大学機械工学部・電気工学部・計算機科学部
  - ドレスデン工科大学金属学科・金属物理研究所
- アメリカ合衆国
  - サウスイースタンルイジアナ大学
- オーストラリア
  - ニューキャッスル大学工学部・工学研究科
  - シドニー大学工学系学部

農学部
- 韓国
  - 嶺南大学校自然資源大学
- 中国
  - 東北農業大学
  - 寧夏大学農学院
  - 内蒙古農業大学
- モンゴル
  - モンゴル生命科学大学
- インドネシア
  - ボゴール農科大学
- ベトナム
  - タイグェン大学
- タイ
  - モンクット王工科大学トンブリー校生物資源工学研究科
- スペイン
  - ナバーラ国立大学
- トルコ
  - アンカラ大学農学部・大学院自然科学研究科

医学部
- 中国
  - ハルビン医科大学
- モンゴル
  - モンゴル医科学大学
- マレーシア
  - ケバングサン大学医学部および医学センター
- ミャンマー
  - ヤンゴン第二医科大学
- スリランカ
  - ペラデニア大学保健学部
- アメリカ合衆国
  - ミネソタ大学医学部
- カナダ
  - コンコルディア大学

歯学部
- 韓国
  - 安東科学大学校
- 中国
  - 昆明医学院口腔医学系
  - 湖北医科大学口腔医学院
  - 上海第二医科大学口腔医学院
  - 吉林大学口腔医学院
- 中華民国
  - 国立陽明大学歯学部
- フィリピン
  - フィリピン大学歯学部
  - マニラ・セントラル大学歯学部
  - イースト大学歯学部
- インドネシア
  - ガジャマダ大学歯学部
  - インドネシア大学歯学部
  - エアランガ大学歯学部
- ベトナム
  - ハノイ医科大学歯学部
  - ホーチミン医科薬科大学歯学部
- タイ
  - タンマサート大学歯学部
  - ソンクラ王子大学
  - スラナリー工科大学歯学部
- ミャンマー
  - ヤンゴン歯科大学
  - マンダレー歯科大学
- バングラデシュ
  - ダッカ大学歯学部
  - ボンゴボンデュ・セイク・ムジブ医科大学歯学部
  - ユニバーシティ歯科大学
  - シティ歯科大学
- スリランカ
  - ペラデニア大学歯学部
- ルーマニア
  - カロル・ダビラ・ブカレスト医科薬科大学歯学部
- スウェーデン
  - マルメ大学歯学部
- アメリカ合衆国
  - カリフォルニア大学サンフランシスコ校歯学部
  - ペンシルバニア大学歯学部
  - イリノイ大学シカゴ校歯学部
- カナダ
  - ブリティッシュコロンビア大学歯学部
- メキシコ
  - コアウイラ自治大学歯学部
- ブラジル
  - ノヴァファピ大学歯学部
- モロッコ
  - モハメド・V・スーシー大学歯学部

自然科学研究科
- 韓国
  - 漢陽大学校大学院
- 中国
  - 中国科学院南京地質古生物研究所
  - 中国地質大学武漢校国際教育学院
  - 中国地質大学北京校研究生院
- 中華民国
  - 中原大学理学院・工学院・電気情報学院
  - 国立中央大学工学院
  - 国立成功大学工学院・理学院・規画・設計学院
- フィリピン
  - 国立ミンダナオ大学イリガン工科校大学院
- タイ
  - マヒドン大学理学部および大学院
  - チュラーロンコーン大学理学部および大学院
  - モンクット王トンブリー工科大学生物資源工学研究科
  - チエンマイ大学大学院（農学部、理学部、工学部）
- バングラデシュ
  - バングラデシュ農業大学
- インド
  - インド理学研究所
- オーストリア
  - ウィーン工科大学原子力・素粒子物理学研究所
- ロシア
  - ロシア科学アカデミー全ロシア大豆研究所・沿海地方農業科学研究所

医歯学総合研究科
- ミャンマー
  - ミャンマー連邦共和国保健省医科学局・医療局
- ロシア
  - クラスノヤルスク医科大学
  - パシフィック医科大学
  - 極東医科大学

人文社会・教育科学系附置環東アジア研究センター
- 韓国
  - 仁荷大学校韓国学研究所

脳研究所
- 韓国
  - 韓国脳研究院
  - ソウル大学校病院バイオメディカル研究所

国際センター
- 中国
  - 湖北大学外国語学部
  - 華中師範大学外国語学部
  - 華中科技大学外国語学部
  - 天津外国語大学日本語学部
  - 東北師範大学文学部・歴史文化学部・教育学部
- 中華民国
  - 静宜大学外国語学部
  - 逢甲大学商学部
  - 文藻外語大学日本語学科
  - 南台科技大学人文社会学部
  - 義守大学言語学院
  - 東呉大学外国語文学部・商学部

### 産学官連携
新潟大学は地域創生推進機構を、地元経済界は新潟大学産学連携協力会を組織して産学連携に取り組んでいる。内容としては共同研究や受託（委託）研究、新潟大学発ベンチャー企業の育成などである。新潟大学発ベンチャー企業の例としては、企業社員に副業や地方の仕事を紹介するRiparia（リペリア、本社：新潟市）がある。  
個々の企業と産学連携協定を結ぶこともある（例：ブルボン）。
官庁では、気象庁新潟地方気象台と防災・減災などで連携協定を結んでいる。